# Иван Ивановић (водитељ)
Иван Ивановић (Београд, 22. октобар 1975) српски је комичар и телевизијски водитељ. Аутор је и водитељ емисије Вече са Иваном Ивановићем (2010—данас).

## Биографија
Своју водитељску каријеру је отпочео вођењем емисије Кеш такси на телевизији Фокс (2007). Затим је 2009. водио емисију Сурвајвор - Повратак у цивилизацију, која је имала високе рејтинге гледаности. Због тог успеха добио је понуду да ради сопствени формат и одлучио се за "лејт најт шоу". Дана 14. маја 2010. године почело је приказивање емисије Вече са Иваном Ивановићем. За Прву телевизију је извештавао са великих спортских такмичења, као што су US Open (2011) и утакмице фудбалске репрезентације. Пролећа 2015. покренуо је Наше јутро, јутарњи програм забавног карактера на телевизији Б92, који је угашен након два и по месеца приказивања.
Бави се и хуманитарним радом. Захваљујући његовој емисији Вече са Иваном Ивановићем, прикупљена су средства за реконструкцију 10 кућа након поплава у Обреновцу и три болнице. У новогодишњем издању емисије традиционално својим гледаоцима испуњава жеље и дарује новогодишње поклоне, захваљујући спонзорима и из личних средстава. Највећу пажњу јавности привлаче парови који тада добијају процесе вантелесне оплодње, путем којих је рођено 16 беба.
Има брата Огњена, који је учествовао у Великом брату.

## Емисије
- Кеш такси (2007—2010)
- Сурвајвор - Повратак у цивилизацију (2009)
- Вече са Иваном Ивановићем (2010 - данас)
- Твоје лице звучи познато
- Наше јутро (2015)

## Филмографија
- Вир (2012)